# Евригорт
Евригорт (ранее Евыргорт) — деревня в Шурышкарском районе Ямало-Ненецкого автономного округа России.

## География
Расположена на правом берегу реки Сыня, в 175 км к юго-западу от города Салехарда и в 60 км к западу от районного центра, села Мужи.
Ближайшие населенные пункты: Мугорт 11 км, Тильтим 20 км, Овгорт 46 км

## Население
| 1989 | 2002 | 2010 | 2021 |
| ---- | ---- | ---- | ---- |
| 25   | ↘19  | ↗25  | ↘5   |

Население 25 человек (2010 г.)

## История
В мае 2016 года местные жители провели опрос на тему «Согласны ли Вы на переименование населенного пункта «Евыргорт с присвоением нового наименования «Евригорт»   и сохранением статуса «деревня»?».
Уже 27 мая районная дума  МО Шурышкарский район приняло решение № 79 " О рассмотрении предложения Собрания депутатов муниципального образования Овгортское о переименовании географического объекта (населенного пункта) Евыргорт, находящегося в границах муниципального образования Овгортское"
Поддержать предложение Собрания депутатов муниципального образования Овгортское о переименовании географического объекта (населенного пункта) «Евыргорт» на «Евригорт» с сохранением статуса «деревня».
С 2005 до 2022 гг. деревня входила в состав сельского поселения Овгортское, упразднённого в 2022 году в связи с преобразованием муниципального района в муниципальный округ.